# فرنسيس جاي كان
فرنسيس جاي كان (بالإنجليزية: Francis J. Kane)‏ هو كاهن كاثوليكي أمريكي، ولد في 30 أكتوبر 1942 في شيكاغو في الولايات المتحدة.